# Sharon Tavengwa
Sharon Tavengwa, née le 9 décembre 1983 dans le district de Chirumhanzu, est une athlète zimbabwéenne.

## Carrière
Sharon Tavengwa remporte le Marathon du Cap en 2009 et le marathon d'Utrecht en 2012.